# Rwakibali-See
Der Rwakibali-See (auch Rwakibale-, Rwakibare-, Kibare-, Rwapibale- oder Iwapibali-See) liegt im Sektor Ndego des Distrikts Kayonza in der Ostprovinz von Ruanda südlich des Akagera-Nationalparks.

## Geographie
Der Rwakibali-See hat eine Fläche von 3,6 km² bei einem Umfang von 9,5 km. Die maximale Tiefe des Sees liegt bei etwa 6 m. Er ist Teil einer Gruppe Seen, die beidseitig des Kagera-Nils und innerhalb der Akagera-Sümpfe liegen. Die meisten der Seen sind jedoch nicht dauerhaft mit dem Kagera-Nil verbunden. Dies geschieht während der zweimal jährlich auftretenden Regenzeit und auch viele kleine saisonal auftretende Wasserläufe fließen dann in die Seen. Der Wasserstand variiert über das Jahr um etwa 1 bis 1,5 Meter. Der jährliche Gesamtniederschlag in der Region liegt bei 650 bis 900 mm. Der nördliche Teil der in Ruanda liegenden Seen befindet sich innerhalb des Akagera-Nationalparks.
Vom Südwestufer des Rwakibali-Sees aus führt die Distriktstraße 65 bis nach Rubumba an der Nationalstraße 25.

## Wirtschaft
Am See wird Fischerei betrieben.